# لاس لاخاس، آرژانتین
لاس لاخاس (به اسپانیایی: Las Lajas) شهر کوچکی در آرژانتین است که در ایالت نئوکن واقع شده‌است. لاس لاخاس ۴٬۰۷۸ نفر جمعیت دارد و ۷۰۳ متر بالاتر از سطح دریا واقع شده‌است.